# Megalobrachium roseum
Megalobrachium roseum is een tienpotigensoort uit de familie van de Porcellanidae. De wetenschappelijke naam van de soort is voor het eerst geldig gepubliceerd in 1900 door Rathbun.